# انستیتوی ملی موسیقی افغانستان
انستیتوی ملی موسیقی افغانستان (انگلیسی: Afghanistan National Institute of Music) یک مدرسه موسیقی در کابل است که توسط احمد سرمست ایجاد شد و در سال ۲۰۱۰ با همکاری وزارت معارف افغانستان گشایش یافت. این انستیتو که موسیقی افغانستان و موسیقی غربی را تدریس می‌کند در سال ۲۰۱۸ جایزه موسیقی پولار را دریافت کرده است.

## پایه‌گذاری
در سال ۲۰۰۶، دکتر احمدناصر سرمست، که در آن زمان پژوهشگر مهمان در مدرسه موسیقی و مؤسسه آسیایی دانشگاه موناش در استرالیا بود، پس از سال‌ها زندگی در تبعید به افغانستان بازگشت تا وضعیت موسیقی در کشور را ارزیابی کند.
در سال ۲۰۰۷، او برای دومین بار به افغانستان سفر کرد تا دربارهٔ اجرای یک پروژهٔ آزمایشی با مقامات افغان گفت‌وگو کند. این پروژه شامل بازسازی آموزش موسیقی از طریق تأسیس یک مدرسهٔ تخصصی موسیقی برای کودکان محروم افغان بود. پس از دو سال مذاکره با مقام‌های دولتی، سرمست در آوریل ۲۰۰۸ بار دیگر به افغانستان رفت تا تأسیس و راه‌اندازی مؤسسه ملی موسیقی افغانستان (ANIM) را رهبری و اجرا کند.

## فعالیت‌ها و دستاوردها
در سال ۲۰۱۳، '''ارکستر جوانان افغان''' وابسته به ANIM، تور کنسرتی در ایالات متحده برگزار کرد و در سالن‌های مشهوری چون کارنگی هال و مرکز کندی به اجرا پرداخت.
در سال ۲۰۱۴، در جریان یک کنسرت دانش‌آموزی، حمله‌ای انتحاری رخ داد که در آن یک نفر از حاضران و عامل حمله کشته شدند و شمار زیادی مجروح شدند. سرمست نیز در این حمله آسیب دید و بخشی از شنوایی خود را از دست داد.
در سال ۲۰۱۵، خانم نگین خپلواک، نخستین رهبر ارکستر زن افغانستان که ۱۷ سال داشت، نخستین کنسرت خود را با یک گروه موسیقی تماماً زنانه اجرا کرد.
تا سال ۲۰۱۸، حدود یک‌سوم از ۲۵۰ دانش‌آموز مؤسسه را دختران تشکیل می‌دادند و این نسبت در حال افزایش بود. در سال ۲۰۱۹، سرمست «ارکستر زنانه زهره» را در یک تور کنسرت به اروپا برد.
در سال ۲۰۱۸، مؤسسه ملی موسیقی افغانستان و احمد سرمست به پاس خدمات فرهنگی و آموزشی خود، جایزه بین‌المللی موسیقی پولار (Polar Music Prize) را دریافت کردند.
پس از سقوط کابل به دست طالبان در ۱۵ اوت ۲۰۲۱ / ۲۴ اسد ۱۴۰۰، فعالیت‌های مؤسسه متوقف شد، تمام سازهای موسیقی تخریب شدند و مدیران و دانش‌آموزان ANIM به شهر براگا در کشور پرتغال منتقل شدند.